# リブモント条約

リブモント条約以後の国境
イタリア王国
東フランク王国
西フランク王国
ユーラブルグント王国
キスユラブルグント王国

リブモント条約またはリブモン条約（独: Vertrag von Ribemont、仏: Traité de Ribemont）は、880年2月に西フランク王国のルイ3世と東フランク王国のルートヴィヒ3世の間で締結された条約。これによって、ルートヴィヒ1世の死後から続いていたカロリング家の領土相続争いが収拾した。

## 内容
879年に西フランク王ルイ2世が死去、長男と次男がルイ3世とカルロマン2世として共同で王位を継承した。ロートリンゲン（ロレーヌ）地方の西部（旧ロタリンギアの一部）はルイ3世のものとなったが、880年2月に結ばれたこの条約で、西フランク王国のルイ3世は、ロートリンゲン西部を放棄、代わって東フランクが領有した。
西フランク諸侯の反抗と、東フランク王ルートヴィヒ3世が不穏な動きを見せたことが割譲の理由とされる。

## その後
西フランク王ルイ3世とカルロマン2世は条約締結の後、880年から881年にかけてプロヴァンス王ボソの抑え込みに専念することとなった。